# Berloz
Berloz är en kommun i Belgien.   Den ligger i provinsen Liège och regionen Vallonien, i den centrala delen av landet, 60 kilometer öster om huvudstaden Bryssel. Antalet invånare är 2 910.
Trakten runt Berloz består till största delen av jordbruksmark. Runt Berloz är det ganska tätbefolkat, med 149 invånare per kvadratkilometer.